# Pocken-Froschschnecke
Die Pocken-Froschschnecke (Bursa scrobilator) ist eine mittelgroße räuberisch lebende Schnecke aus der Familie der Froschschnecken, die im östlichen Atlantischen Ozean und im westlichen Mittelmeer verbreitet ist.

## Merkmale
Das Schneckenhaus von Bursa scrobilator hat ein hohes, schmales Gewinde, auf dem die Varicen nicht streng in den spiraligen Reihen stehen, sondern leicht voneinander versetzt sind. Der vordere Siphonalkanal ist im Vergleich zu anderen Froschschnecken sehr lang, der hintere Analkanal dagegen nur kurz und weit offen, so dass er kaum mehr als eine Kerbe im Flansch der äußeren Lippe der Gehäusemündung bildet. Die wohl erhabenen, eng gerundeten Varicen bilden zwischen dem Hauptkamm und dem Rest der Schalenoberfläche konkave Aushöhlungen sowohl auf der Seite der Gehäusemündung als auch gegenüber, so dass die vier erhabenen spiraligen Schnüre beiderseits jeder Varix stark hervorragende Pfeiler bilden. Die Schnüre bilden vier niedrige, gerundete Knoten auf dem äußeren Grat jeder Varix. Es gibt viele niedrige gerundete Knoten und meist wenige große gerundete Knoten in großen Abständen auf der Schnur des Schulterwinkels und zahlreiche kleinere gerundete Knoten auf den meisten oder allen drei unteren größeren Schnüren. Über die gesamte Oberfläche des Teleoconchs verlaufen krause, schmale, deutlich abgesetzte, eng zueinander verlaufende spiralige Grate mit kleinen, eng zueinander stehenden, in Spiralrichtung verlängerten Körnchen. Der Protoconch besteht aus etwa 3,75 Windungen. Das Gehäuse wird bis zu 7 cm hoch.

## Verbreitung und Lebensraum
Bursa scrobilator ist neben Aspa marginata (Gmelin, 1791) die einzige im östlichen Atlantik belegte Froschschneckenart. Sie ist die einzige rezente Vertreterin der Familie im Mittelmeer. Sie ist heute allerdings eine der seltensten Schneckenarten des Mittelmeers. Sie ist im westlichen Mittelmeer an den Küsten Spaniens, Italiens, Marokkos und Algeriens zu finden, im Atlantik unter anderem an der Algarve. Häufiger ist sie an den Kanarischen Inseln und der Atlantikküste Marokkos und Westsaharas. Die Schnecke lebt in seichterem Wasser in Felsspalten, wo sie vor Wasserbewegungen geschützt ist. Sie ist nachtaktiv.

## Lebenszyklus
Wie andere Froschschnecken ist Bursa scrobilator getrenntgeschlechtlich. Das Männchen begattet das Weibchen mit seinem Penis. Aus den Eiern schlüpfen Veliger-Larven, die bis zur Metamorphose zur fertigen Schnecke als Plankton leben.

## Nahrung
An den Kanarischen Inseln wurden als häufige Beutetiere von Bursa scrobilator insbesondere Korallenpolypen und Seeigel beobachtet, wobei der Fressvorgang laut Beobachtungen im Aquarium rasch verläuft.